# Hermosillo, Baja California
Hermosillo är en ort i Mexiko.   Den ligger i kommunen Mexicali och delstaten Baja California, i den nordvästra delen av landet, 2 100 km nordväst om huvudstaden Mexico City. Hermosillo ligger 22 meter över havet och antalet invånare är 6 399.
Terrängen runt Hermosillo är mycket platt. Runt Hermosillo är det glesbefolkat, med 19 invånare per kvadratkilometer. Närmaste större samhälle är San Luis Río Colorado, 15,4 km öster om Hermosillo. Trakten runt Hermosillo består till största delen av jordbruksmark.